# Gare à la peinture
Pour plus de détails, voir Fiche technique et Distribution.
Gare à la peinture (titre original : The Art of Love) est un film américain de Norman Jewison sorti en 1965.

## Synopsis
Désespéré par son manque de succès, Casey Barnett, jeune peintre vivant à Paris, fait croire à son suicide. Curieusement, ses toiles s'arrachent…

## Fiche technique
- Titre original : The Art of Love
- Réalisation : Norman Jewison
- Scénario : Richard Alan Simmons, William Sackheim et Carl Reiner
- Directeur de la photographie : Russell Metty
- Montage : Milton Carruth
- Musique : Cy Coleman
- Costumes : Ray Aghayan
- Production : Ross Hunter et James Garner (non crédité)
- Genre : Comédie
- Pays de production :  États-Unis
- Durée : 99 minutes (1 h 39)
- Dates de sortie :
  - États-Unis : 30 juin 1965 (New York)
  - Royaume-Uni : 12 juillet 1965
  - Allemagne de l'Ouest : 10 août 1965

## Distribution
- James Garner (VF : René Arrieu) : Casey Barnett
- Dick Van Dyke (VF : Michel Roux) : Paul Sloane
- Elke Sommer (VF : Nicole Favart) : Nikki
- Angie Dickinson (VF : Nelly Benedetti) : Laurie Gibson
- Ethel Merman (VF : Lita Recio) : Madame Coco La Fontaine
- Carl Reiner : Jacques Mancien
- Pierre Olaf (VF : René Blancard) : Carnot
- Miiko Taka (VF : Jacqueline Auclair) : Chou Chou
- Louis Mercier : Magistrat
- Renzo Cesana : Pepe de Winter